# Lucas van Uffelen

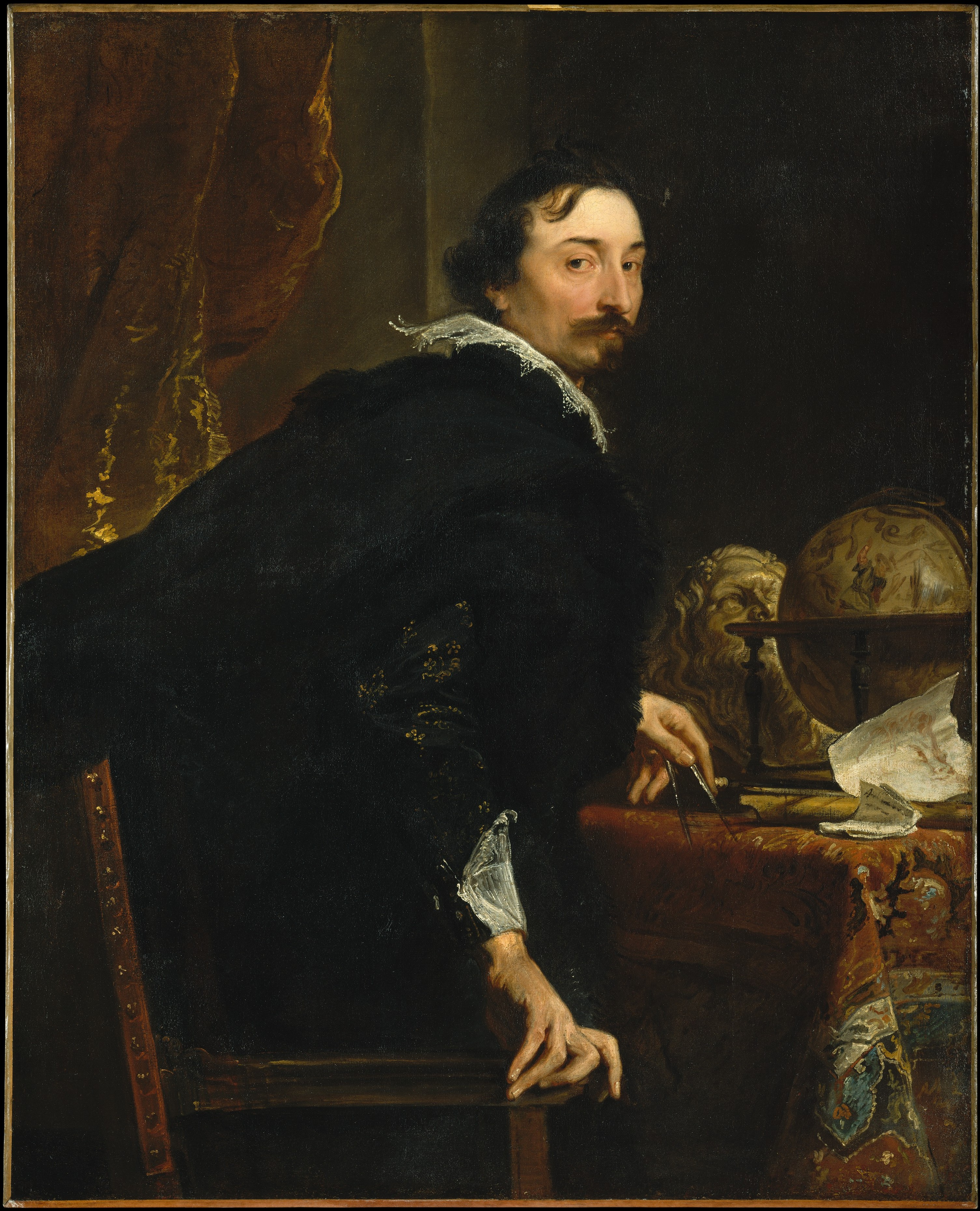
Lucas van Uffelen, 1e portret door Anthoon Van Dyck

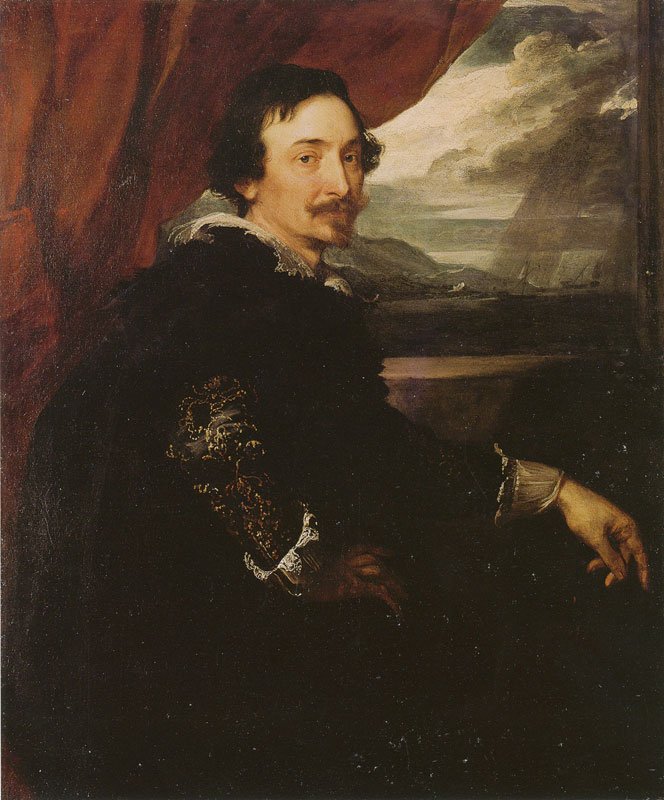
Lucas van Uffelen, 2e portret door Anthoon van Dyck

Lucas Jansz van Uffelen (Amsterdam 1586 – Amsterdam 1638) was bankier, handelaar en kunstverzamelaar in de Republiek der Verenigde Provinciën.

## Levensloop
De ouders van van Uffelen, Hans Hansz van Uffelen en Agneta van Liesvelt, waren uitgeweken uit Antwerpen (Spaanse Nederlanden) na de Spaanse Furie (1576). De ouders hadden zich als handelaar gevestigd in Amsterdam. Zoon Lucas van Uffelen werkte eveneens in de familiezaak. Hij maakte vermogen als bankier en wapenhandelaar. Van 1616 tot 1630 werkte hij in Venetië. Hier besteedde hij veel tijd aan het verzamelen van kunstwerken. Het gaat om beeldhouwwerken en schilderijen, bijvoorbeeld van Rubens, Rembrandt, Antoon van Dyck, Nicolas Poussin en nog andere, zoals Italiaanse meesters. Van Uffelen was bevriend geraakt met Antoon van Dyck in de jaren 1620. Deze laatste maakte 2 portretten van hem.
Van Uffelen verliet Venetië wegens een zaak van speculatie die schandaal gaf. Zijn handel leed kolossale verliezen (1630). Dan verhuisde hij naar Amsterdam, tezamen met zijn volledige kunstcollectie verpakt in kratten. Na zijn dood in 1638 werden zijn schilderijen geveild (1639), en dit voor aanzienlijk bedragen. Rembrandt was aanwezig op de veiling. Vele schilderijen uit de collectie zijn opgekocht door Gerrit Reynst. Gerrit Reynst was een van de zonen van Gerard Reynst uit het patriciërsgeslacht Reynst.

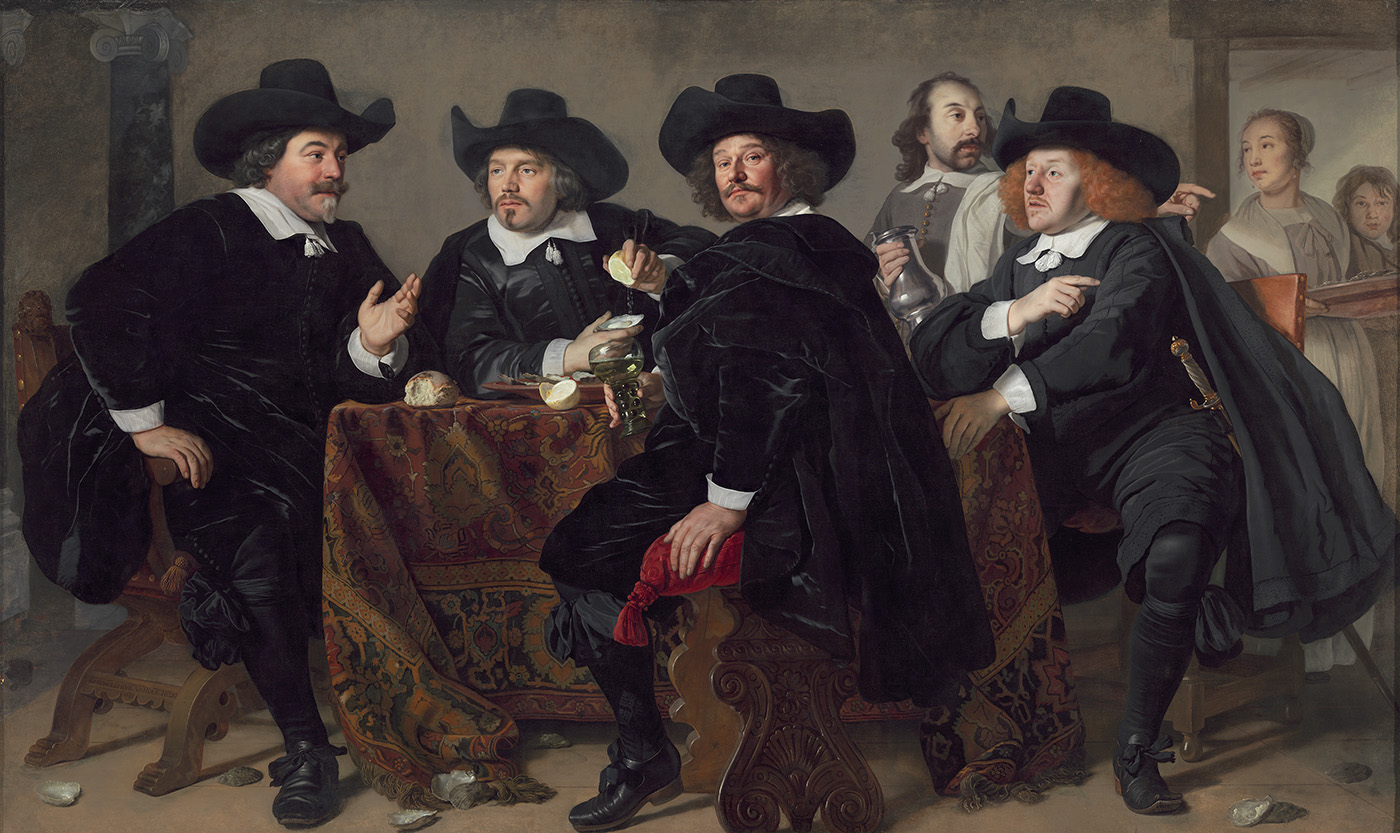
Volledig rechts (met degen): Gerrit Reynst, opkoper van topstukken uit de collectie van van Uffelen